# 다무라 도모코
다무라 도모코(田村 智子, 1965년 7월 4일~)는 일본의 정치인이다.

## 생애
1965년 7월 4일 나가노현 고모로시에서 2녀 1남 중 차녀로 태어났다. 그의 집안은 종이와 문구를 도매하는 일에 종사했으며 아버지는 개신교 신자였다. 고모로시립 노기시 소학교 5학년 때 NHK 전국학생음악대회에 나가노현 대표로 출장했다. 이후 고모로시립 고모로히가시 중학교와 나가노현 노자와키타 고등학교에 진학한 뒤에도 합창에 몰두했다. 특히 고등학교 땐 주세페 베르디나 볼프강 아마데우스 모차르트의 레퀴엠 등을 자주 불렀고 3년 연속 문화제에서 《사랑의 묘약》, 《노르마》, 《진주조개잡이》 등 오페라를 열었다.
1984년 와세다 대학 제1문학부에 입학했다. 대학의 혼성합창단에 가입해 본격적으로 음악을 배우기 시작했다. 입학한 해에 대학에서 재정 적자를 극복하기 위해 앞으로 신입생의 등록금을 물가 변동에 맞춰 조정하는 슬라이드 시스템을 도입하겠다고 발표했다. 이때 다무라의 친구가 일본공산당의 하부 조직인 일본민주청년동맹(민청)의 멤버였고 그는 대학의 결정에 반대 시위를 벌였다. 시위는 실패로 끝났고 슬라이드 시스템이 도입되었지만 다무라는 이를 보고 민청에 가입했다. 그리고 1985년 10월엔 공산당에도 입당했다.
1988년 3월 대학을 졸업한 뒤 부모의 반대를 무릅쓰고 민청 종사 직원으로 취업했다. 이후 중앙위원회에서 일했으며 기관지인 《고교생 우리》, 《민주청년신문》 편집장을 거쳐 중앙위원회 상임위원이 되었다. 그리고 민청에서 알게 된 남성과 결혼했다. 1995년에 출산한 뒤 민청에서 공산당 국회의원단 사무국으로 전보됐다. 1997년 1월 중의원 의원 이시이 이쿠코의 비서가 되었고 2002년 1월엔 참의원 의원 이노우에 미요의 비서가 되었다.
비서로 일하던 1998년에 처음으로 제18회 일본 참의원 의원 통상선거에 출마했고 이후 제19회 일본 참의원 의원 통상선거(2001년), 제43회 일본 중의원 의원 총선거(2003년), 제44회 일본 중의원 의원 총선거(2005년), 제21회 일본 참의원 의원 통상선거(2007년), 2009년 도쿄도의회 의원 선거에 출마했지만 모두 낙선했다. 2006년 10월 공산당 도쿄도위원회 부위원장이 되었고 2010년 1월 공산당 중앙위원회 준중앙위원이 되었다. 2010년 2월 공산당 국민운동위원에 취임했다.

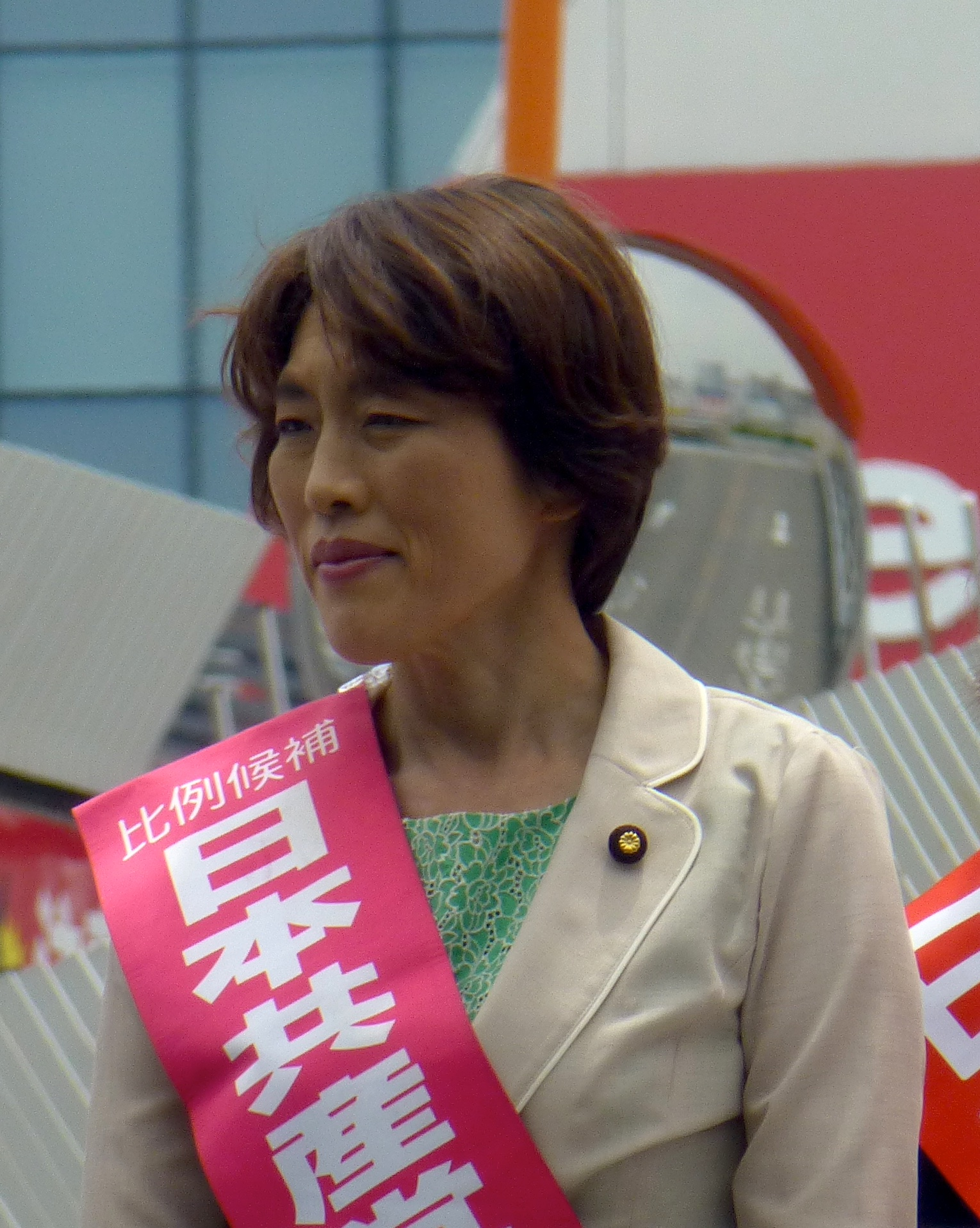
제24회 참의원 의원 통상선거에서 유세하고 있는 다무라 도모코.

2010년 7월에 치러진 제22회 일본 참의원 의원 통상선거 때 비례구에 출마해 개인득표 2위에 올라 처음 당선됐다. 다만 현역 의원 2명이 낙선하는 등 자신을 포함해 비례구에서 3명만 당선되었기에 다무라는 크게 기뻐하지 못했다고 술회했다. 2015년 1월 공산당 중앙위원 겸 여성위원회 부위원장이 되었다. 2016년 4월엔 공산당 부위원장 겸 상임간부회위원으로 선출되었고 7월에 재선에 성공했다. 2020년 1월 공산당 정책위원회 책임자로 선출됐으며 2022년 7월 3선 고지에 올랐다.
2023년 6월 23일 공산당은 2025년까지 치러야 할 제50회 일본 중의원 의원 총선거 때 다무라가 출마할 예정이라고 발표했다. 2024년 1월 18일 일본공산당 중앙위원회 간부회위원장에 취임했다. 공산당 역사상 최초의 여성 위원장이었으며 일본의 주요 정당 중에서 2016년 9월에 취임한 렌호 민진당 전 대표 이래 첫 여성 대표였다.

## 역대 선거 기록
|  | 0% |

|  | 0% |

|  | 13.81% |

|  | 23.77% |

|  | 9.38% |

|  | 0% |

|  | 0% |

|  | 0% |

|  | 0% |